# Дерево Єссея

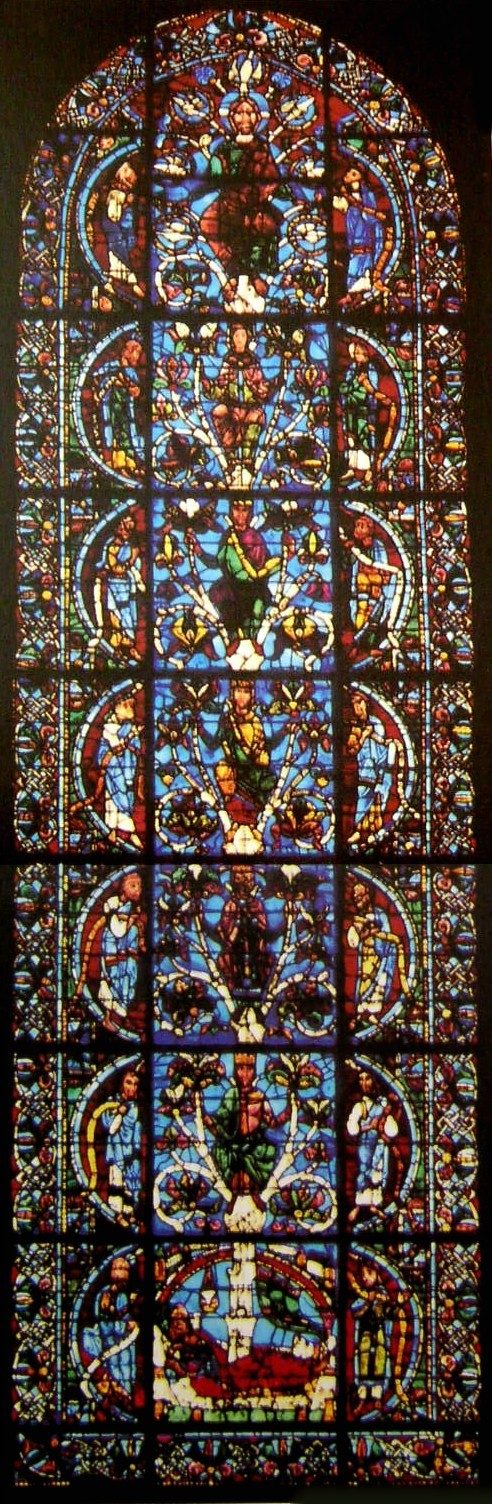
Найстаріша відома вітрина з Деревом Єссея у Кафедральному соборі Богоматері (Шартр), 1145.

Дерево Єссея, Корінь Єссея — художнє уявлення родоводу Христа. Поширений мотив європейського мистецтва Середньовіччя. Представляє родовід Ісуса Христа починаючи від Єссея — батька царя Давида.

## Походження назви
Поняття Дерева Єссея походить від Книги пророка Ісаї, у якій пророк обіцяє народу Ізраїля месію, справедливого суддю та рятівника бідних — «І вийде паросток із пня Єссея, і гілка виросте з його коріння».

## Зображення
Деревом Єссея зображають родовід Ісуса Христа у вигляді дерева, що виростає з фігури Єссея — батька царя Давида. Єссей зображений в зазвичай лежачим та сплячим. Наступними від нього гілками розходяться галузки Давида та інших царів Ізраїлю та Юдеї. Завершує дерево зображення Діви Марії з дитиною Ісусом. Деякі інші зображення є спрощеними, проте передають основні елементи картини.